# No23Live
No23Live ist eine Freeware-Software für das Audio-Streaming. Die Software verwendet das WMA-Format als Encoder und besitzt einen integrierten Streaming Server für die Benutzerverwaltung.
No23Live tastet die Aufnahmekanäle der Soundkarte ab. Das abgetastete Audiosignal wird in das WMA-Format übersetzt und als Live-Audiostream über das Netz gesendet. Der gesendete Audiostream kann vom Hörer über ein Abspielprogramm (Audioplayer) empfangen und wiedergegeben werden. Voraussetzung hierfür ist, dass das Abspielprogramm das WMA-Format unterstützt und auch mit Streaming zurechtkommt. Bis zu 50 Hörer können sich gleichzeitig mit No23Live verbinden, um den Audiostream zu empfangen. Zusätzlich kann der Audiostream auch an einen Windows-Media-Server gesendet werden.
Darüber hinaus bietet das Programm die Möglichkeit, den Audiostream auf der eigenen Homepage zu veröffentlichen oder Hörer per E-Mail einzuladen. Alle erforderlichen Informationen (IP-Adresse, Portnummer usw.) werden automatisch ermittelt und können mit dem in der Software integrierten FTP-Client, auf den Webserver oder als vorgefertigte E-Mail in das Standard-E-Mail-Programm übertragen werden.
Der Autor der Software ist 2019 verstorben und es finden keine Aktualisierungen mehr statt. Auch die offizielle Website existiert inzwischen nicht mehr. Ein Download ist aus Software-Verzeichnissen, z. B. bei Chip oder Heise möglich.

## Plugins
- Das DSP-Plug-in „SHOUTcast Source für Winamp“ kann in No23Live integriert werden, so dass auch Streams an einen SHOUTcast-Streaming-Server möglich sind. Hierbei kommuniziert No23Live direkt mit dem DSP-Plugin.
  - Hinweis: Wird der Audio Stream über das DSP-Plugin gesendet, wird MP3 als Kodierformat verwendet. Seit SHOUTcast-DSP Version 1.8.2 liegt standardmäßig eine angepasste Version des LAME-Encoders bei. Es ist also nicht mehr möglich, einen anderen MP3-Encoder zusammen mit SHOUTcast-DSP zu benutzen.[1]
- VST-Plugins können ebenfalls mit No23Live benutzt werden. Grundsätzlich können alle VST-Effekt-Plugins in No23Live integriert werden, sofern diese gemäß den VST2-Standards (VST-2.4-SDK) entwickelt wurden. Die Plugins können dann für die Echtzeit-Manipulation des Signals innerhalb von No23Live eingesetzt werden – No23Live fungiert dann als ein sog. VST-Host. Das bedeutet für den Benutzer, dass das Signal, bevor es zum Hörer bzw. Streaming Server gesendet wird, optimal angepasst und ausgesteuert werden kann.
  - Hinweis: VST-Plugins unterteilt man in zwei Kategorien: VST-Effekte und VST-Instrumente (VSTi). No23Live unterstützt nur VST-Effekte und hierbei nur diejenigen mit einem sogenannten VST-Editor.